# Endobronchialer Ultraschall
Endobronchialer Ultraschall (EBUS) ist eine Methode in der Medizin. Mit ihr ist es als Kombination aus Bronchoskopie und Sonographie möglich, der Bronchialwand benachbarte Strukturen, wie vor allem Lymphknoten, meist im B-Bild darzustellen und in oftmals in einem Arbeitsschritt mit einer Feinnadel zu punktieren, um so Gewebe zur histologischen Untersuchung zu gewinnen. Die Punktion wird als TBNA, transbronchiale Nadelaspiration, bezeichnet. Das Verfahren findet somit zum Beispiel Anwendung in der Diagnostik von Lungenkarzinomen, Lymphomen oder anderen unklaren Lymphadenopathien, wie sie z. B. bei Sarkoidose auftreten können.